# 聯合航空811號班機事故
聯合航空811號班機空難，發生於1989年2月24日，肇事飛機為一架波音747-122型客機，註冊編號N4713U，由夏威夷檀香山飛往紐西蘭的奧克蘭，機上共有3名機師、15名機員及337名乘客。當飛機爬升至22,000—23,000英尺（6,700—7,000）上空時突出現爆炸性减压，需折返檀香山機場作緊急降落，事後發現機身右前方出現大洞，事件共造成9人死亡，經調查其起因是貨艙的控制電動門鎖设计上的失误，在貨艙門关闭时并未主动切断解鎖的马达电源，C型鎖在飞行途中转动，导致艙门打开酿成意外。

## 事故经过

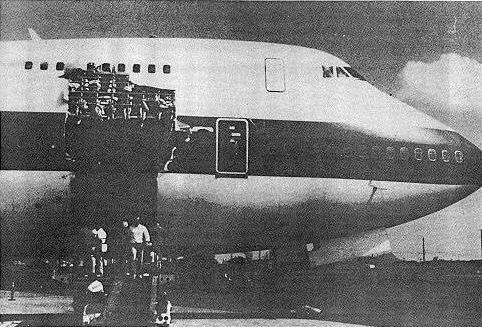
涉事客機N4713U在飛行中貨艙門爆開後，引起爆炸性減壓，並導致9人從飛機上彈出

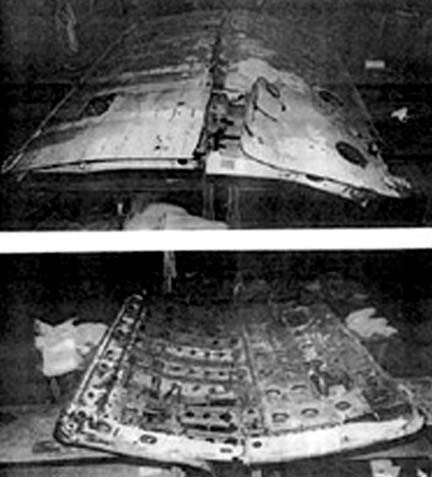
涉事客機之貨艙門殘骸

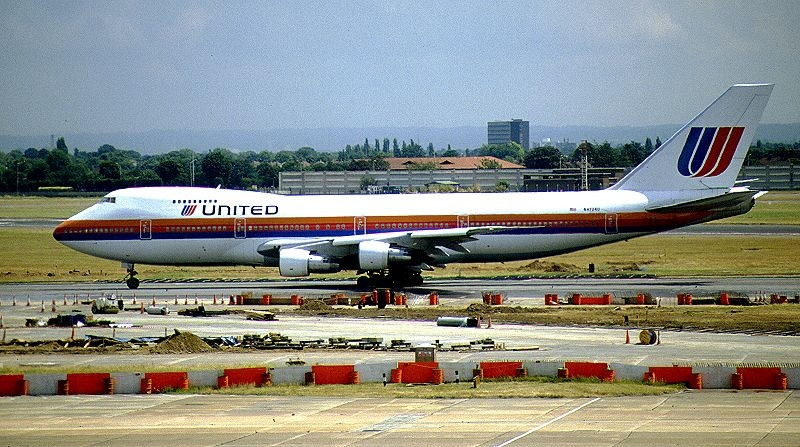
涉事客機修復後更改註冊編號，繼續在聯合航空服役

在飞机爬升过程中，机组人员做了绕开在飞机航线上的暴风雨的准备；由于预料到会有颠簸，机长持续点亮安全带指示灯。大约在这个时间（02:08）飞机已经飞行约16分钟，高度位于22,000—23,000英尺（6,700—7,000）之间。这时，坐於商务舱第十三行的乘客听到了类似研磨的声音。1.5秒后，前货舱门突然爆开使整个飞机陷入慌乱，导致货舱门上部机身和客舱地板损毁，并造成8G-12G、8H-12H这10张座椅被弹出机舱，这些座位上的8名乘客（8G和12G没有乘客）和9F座位上的乘客共9人因被弹出机舱而死亡。一个在商务舱的空服員，也差一点被吸出飞机，所幸她的腿被座椅卡住，于是乘客和其他机组人员成功把她拉回客舱内，但是她受到了重伤。飞行员开始紧急下降来获得足够的氧氣，同时进行了一个180度的左转返回檀香山。减压导致主要位于货舱门后的前货舱侧面区域的机上应急氧气供应系统损坏。
在爆炸性减压中飞机喷出的碎片造成3号和4号引擎严重受损，并导致它们起火。雖然机组人员没有得到任何引擎的火警，但因为3号引擎剧烈地振动，其N1没有读数且排气温度和引擎压缩比过低，最终机组还是决定关闭它。02:10时，机组人员宣布进入紧急状况。机组人员开始空中放油，使飞机的重量降低到最大着陆重量之下。他们稍微增大了4号引擎的推力使飞机下降得更快，但是他们发现这个引擎几乎没有N1读数、排气温度过高并喷出火焰，他们也马上将它关闭。弹出的爆炸碎片损坏了一些右翼的前缘襟翼装置，并使左侧的水平安定面凹了下去，甚至击中了尾翼。NTSB报告发现在3号引擎的风扇叶片上有人体的殘骸，表明一些受害者在被吸出飞机后立即死亡，但這或许帮他们减轻了痛苦。
机长在下降过程中曾下令飞航工程师通知乘务员准备紧急降落，不过，飞航工程师无法联系上乘务员。飞航工程师问机长是否可以下去看看发生了什么事情，机长同意了。飞航工程师一离开驾驶舱就发现飞机损坏严重：飞机的上层蒙皮的部分区域剥落，只剩下了框架和桁梁；当他来到下层，他看到在飞机一侧有巨大漏洞。他回到驾驶舱，脸色苍白，报告1号紧急出口后的大块机身脱离。他总结说，这可能是一个炸弹导致的，考虑到飞机的情况，不应该将飞机的速度超过250節（460每小時），而这架飞机的失速速度大约为240節（440每小時），这使得控制飞机变得很困难。
随着飞机接近机场，機場為避免迫降失敗后产生严重的伤亡而派出消防車到跑道周圍待命。由于爆炸性减压造成的一些损害，襟翼只展开了一部分，导致降落时的速度高达190—200節（350—370每小時）。尽管如此，机长还是最终刹停了飞机，没有使之冲出跑道。此时距离宣布进入紧急状况过去了14分钟。在45秒内，所有乘客和乘务员都被疏散了，尽管每一个乘务员在疏散时都受了伤：重则肩膀脱臼，轻则擦伤。

## 後續事件
- 涉事的波音747於1989年修復成功，但註冊編號由N4713U改為N4724U。該機於1997年退出聯合航空機隊。
- 事發之後，美國國家運輸安全委員會建議將當時仍在服役的波音747-100型飛機的貨艙門鎖更換為重新設計的門鎖。
- 此空難被收錄於空中浩劫第一季的第一集與第二十四季的第一集。[4]

## 外部連結
- Airliners.net （页面存档备份，存于） 事故飛機N4713U照片